# Temax, Yucatán
Temax är en ort i Mexiko.   Den ligger i kommunen Temax och delstaten Yucatán, i den östra delen av landet, 1 100 km öster om huvudstaden Mexico City. Temax ligger 13 meter över havet och antalet invånare är 6 125.
Terrängen runt Temax är mycket platt. Runt Temax är det glesbefolkat, med 12 invånare per kvadratkilometer. Närmaste större samhälle är Dzidzantun, 15,1 km nordväst om Temax. Omgivningarna runt Temax är en mosaik av jordbruksmark och naturlig växtlighet.